# 李乐善
李樂善（？—？），陝西西安府咸寧縣人，清朝政治人物。

## 生平
光緒二十一年（1895年）乙未科三甲第四十九名進士，同年五月，著交吏部掣籤分發各省，以知縣即用，三十年（1904年）任嘉定縣知縣。